# Colacreta
Il colacreta (in greco antico: κωλακρέτης?, kolakrétes, letteralmente "collezionista di carne"; la forma più corretta, in realtà, sarebbe κωλαγρέτης, in base al restauro del manoscritto Ravenna compiuto da Karl Wilhelm Dindorf) nell'antica Atene era il magistrato, istituito in età antichissima, che riceveva la carne di animali sacrificati in certe occasioni ed era incaricato di servirla ai banchetti nel Pritaneo ("ἐκ τοϋ ἀγείρειν τὰς κωλᾶς").
I colacreti risalgono ai tempi dei re di Atene, quando le loro mansioni erano di carattere finanziario; successivamente avevano assunto il compito di tesorieri delle naucrarie, coi cui fondi pagavano le spese delle ambasciate sacre inviate a Delfi o altrove e quelle dei banchetti nel Pritaneo. La riforma di Solone non modificò le loro funzioni; la costituzione di Clistene, invece, li privò delle cariche finanziarie, che vennero trasferite agli apodecti.
In seguito il pagamento dei giudici, introdotto da Pericle, fu assegnato ai colacreti. Al tempo di Aristofane il colacreta era considerato un magistrato importante. Nella sua seconda edizione August Boeckh ha sottolineato che non vi è alcuna prova documentale per l'esistenza dei colacreti dopo l'arcontato di Euclide (404/403 a.C.), ma che questo non prova che avessero cessato di esistere.